# محاولة الانقلاب السيشلية لعام 1981
كانت محاولة الانقلاب السيشلية لعام 1981، والتي يشار إليها أحيانًا باسم قضية سيشل أو العملية أنجيلا، انقلابًا فاشلًا بتنسيقٍ جنوب إفريقي للإطاحة بحكومة رئيس الوزراء فرانس ألبرت رينيه في جزر سيشل وتولية السلطة إلى الرئيس السابق جيمس مانشام. دعمت حكومة جنوب إفريقيا فريقَ مرتزقة لتدبير عملية تغيير الحكومة، لكن سوء التنظيم ونقص التمويل أديا إلى عرقلة العملية وذلك حين اكتشف ضابط جمارك من سيشل أسلحةً في أمتعة أحد المرتزقة القادمين وأطلق الإنذار. بعد تبادل طويل لإطلاق النار، خطف المرتزقة طائرة وهربوا إلى ديربان في جنوب إفريقيا ووجهت إليهم تهم في محاكم جنوب إفريقيا لكن صدرت بحقهم أحكام مخففة. أدانت تحقيقات الأمم المتحدة ولجنة تقصي الحقائق والمصالحة في جنوب إفريقيا حكومة جنوب إفريقيا لمشاركتها في محاولة الإطاحة بحكومة مجاورة.

## معلومات أساسية
حصلت جمهورية سيشل على استقلالها في 29 يونيو 1976. كان جيمس مانشام رئيسًا وفرانس ألبرت رينيه رئيسًا للوزراء، لكن سرعان ما توترت العلاقات بينهما. في عام 1977 شن أنصار رينيه اليساريون انقلابًا مسلحًا حين كان مانشام في لندن. رغم نفي رينيه لأي مسؤولية، إلا أنه تولى الرئاسة في يونيو. كونها عضوًا في حركة عدم الانحياز، اعتُبرت رئاسة رينيه من قِبل الولايات المتحدة ماركسية في منظورها وذات ميول إيجابية نحو الاتحاد السوفييتي. أدى هذا إلى شروع الولايات المتحدة في مؤامرة مدبرة ضد حكومة رينيه في عام 1979 – كُشفت المؤامرة وأسفرت عن طرد العديد من المدنيين الأمريكيين البالغ عددهم 120 والذين كانوا يعملون في منشأة لرصد الأقمار الصناعية تابعة للقوات الجوية الأمريكية على جزيرة ماهي الرئيسية (لأسباب اقتصادية سُمح للمحطة بالبقاء قيد التشغيل – لكن أُعيد التفاوض على شروط الإيجار لتكون أكثر إنصافًا تجاه سيشل). كان السفير الأمريكي في كينيا والقائم بالأعمال في سيشل ضالعَين في الانقلاب أيضًا.
في وقت لاحق من عام 1979، فاز حزب رينيه بالانتخابات واتبع أجندة اشتراكية، مما أزعج الطبقة الوسطى الصغيرة ولكن المؤثرة. شهد عهده أيضًا سحب جنوب إفريقيا لحقوق الهبوط بالإضافة إلى تدهور العلاقات الاقتصادية بين البلدين. حذر رينيه مرارًا من أن أنصار الحكومة القديمة كانوا يتآمرون لاستخدام المرتزقة للقيام بانقلاب مضاد. رفض معظم منتقديه هذه المؤامرات المزعومة ووصفوها بأعذار مبالغ فيها أو حتى أنها ملفقة لسجن المعارضين السياسيين.
في عام 1978، التمس مانشام المخلوع من حكومة جنوب إفريقيا من خلال السيشليين المنفيين حشد الدعم للقيام بانقلاب مضاد. كانت حكومة جنوب إفريقيا على استعداد للمساعدة وتخصيص عدد صغير من القوات الخاصة من أجل المؤامرة، لكنها وجهت ممثل مانشام إلى مايك هوار وإلى شركة حكومية واجهة في جنوب إفريقيا تدعى لونغريتش. عمل مايك هوار مرتزقًا أثناء أزمة الكونغو، وفي ذلك الوقت، تقاعد في بلدة هيلتون في محافظة كوازولو ناتال وعمل سمسارًا في البورصة ومدير استثمار. وافق على قيادة الانقلاب.

### التخطيط

#### دعم جنوب إفريقيا
نظم مسؤولون من جنوب إفريقيا الانقلاب تحت الاسم الحركي «العملية أنجيلا». أثناء وضع الخطط، ظهر صراع داخلي بين شعبة استخبارات الدفاع وجهاز المخابرات الوطني حول أي وكالة ستكون مسؤولة عن العملية. في النهاية، كُلفت شعبة استخبارات الدفاع بالمهمة ولكن عميلًا من جهاز المخابرات الوطني، مارتن دولينشك، عُيّن ليكون ضابط اتصال مع فرقة المهمة. ساعد المنفيون السيشليون، وهم جيرار هوارو وبول تشاو وإيدي كاميل، في تنظيم مخطط الانقلاب. قرر هوار أن جلب الأسلحة عن طريق القوارب، على الرغم من فعاليته، هو طريقة مكلفة للغاية للقيام بها.

#### التجنيد
أشاد مقال في مجلة غانغ هو صدر في مايو 1981 بعنوان «فرص المرتزقة غرب السويس» بالمكاسب والإمكانيات المرتبطة باستيلاء المرتزقة على جزر سيشل وموريشيوس، مشيرًا إلى دعم رئيس وزراء سيشل السابق مانشام لعملية كهذه. وفقًا لدورية الصنداي تايمز الصادرة في جوهانسبرغ في 29 نوفمبر 1981، اعترف جيم غريفز (محرر دورية سولدجر أوف فورتشن (جندي الحظ)) بأنه كان على دراية بضلوع مرتزقة إفريقية بعملية كبيرة يجري التخطيط لها وأن زيارته إلى جوهانسبرغ قبل يومين من محاولة الانقلاب «محض صدفة». كان خبر حملة تجنيد كبيرة منتشرًا بين أوساط المرتزقة في لندن وباريس وجوهانسبرغ وديربان.
تمكن هوار من جمع قوة مؤلفة من 54 فردًا من المرتزقة (بمن فيهم هو نفسه). كان من بينهم 27 فردًا من قوات دفاع جنوب إفريقيا، و9 جنود رودسيين سابقين، و7 مرتزقة سابقين من الكونغو، وعميل واحد من جهاز المخابرات الوطني (دولينشيك)، و3 مدنيين. أوصى هوار أيضًا بجمع 5 ملايين دولار أمريكي للعملية، ولكن جُمع 300 ألف دولار فقط. ستوفى رواتب المرتزقة المتبقية من خزانة سيشل.

#### الخطة
أُرسل تسعة أعضاء من فريق هوار إلى جزيرة ماهي في سيشل باعتبارهم فريقًا متقدمًا. كان عليهم تحديد الأهداف المحتملة وحشد الدعم من الجنود السيشليين المنشقين. سيصل الباقون على متن طائرة الخطوط الجوية الملكية السوازية الوطنية المستأجرة، فوكر إف-28، بعد ظهر يوم 25 نوفمبر 1981، متخفين على أنهم لاعبو ركبي يقضون عطلتهم وأعضاءٌ في نادي شرب بيرة خيري. أخذوا اسم نادي البيرة خاصتهم – الأخوية القديمة للفروث بلورز (الأخوية القديمة لنافخي الرغوة)– من جمعية لندنية لم يعد لها وجود منذ ثلاثينيات القرن العشرين. باعتباره جزء من تخفيهم، ملأ المرتزقة المتنكرون على أنهم أعضاء الأخوية أمتعتهم بالألعاب التي كان من المفترض توزيعها على دور الأيتام المحلية. في الواقع، كان الهدف من ذلك إخفاء وزن بنادق إيه كيه-47 المخبأة في صندوق سفلي في كل عنصر من الأمتعة. ضمنَ هوار أن تكون الألعاب ضخمة قدر الإمكان لتفي بالغرض المطلوب على أفضل وجه.
كانت خطة المرتزقة الوصول إلى ماهي، والالتقاء مع الفريق المتقدم، والانتشار في جميع أنحاء الجزيرة إلى فنادق مختلفة. كان عليهم الانتظار لعدة أيام حتى يعقد رينيه اجتماعًا وزاريًا في مجلس الشعب وسيشنون حينها انقلابهم. سيستولون على البرلمان والمطار والمحطة الإذاعية ومركز الشرطة ومعسكر الجيش في بوانت لارو ومواقع إستراتيجية أخرى. سيبثون من محطة الإذاعة خبر استيلائهم على السلطة نيابة عن مانشام. أكد المنفيون السيشليون للمرتزقة أنهم سيحصلون على مساعدة من «قوة مقاومة محلية» قوامها 400 فردًا، لكن لم يكن هناك قوة كهذه.

## العملية
في الساعة 17:30 من يوم 25 نوفمبر 1981، سافر هوار و43 فردًا من المرتزقة إلى مطار سيشل الدولي في بوانت لارو على جزيرة ماهي. مر جميعهم عبر الجمارك باستثناء اثنين وذلك حين بدأ مشرفٌ أمني تفتيشًا شاملًا لأمتعة أحد المرتزقة، واكتشف بندقية إيه كيه – 47. بعد إدراك المرتزقة لكشف غطائهم، أشهروا أسلحتهم. ركض أحد حراس الأمن نحو المكتب لطلب المساعدة وأقفل الباب، ونجح في إطلاق الإنذار، مما أدى إلى بدء معركة بالأسلحة النارية استمرت لست ساعات في المطار. أخذ المرتزقة نحو 70 رهينة من موظفي المطار والركاب.
كان الرئيس رينيه في مقر إقامته حين تلقى مكالمة هاتفية بشأن الحادثة في المطار. وضع الجزيرة في حالة استنفار على الفور واستدعى جميع قوات الشرطة والميليشيات إلى الخدمة وفرضَ حظر تجول لمدة 24 ساعة. أُمر العقيد أوجفلي برلويس، قائد قوات الدفاع، بتأمين المطار ومنع المرتزقة من الفرار.
كان عدد المرتزقة غير معروف بالنسبة للسيشليين، وما إذا كان مفترضًا تزامن الهجوم على المطار مع هجوم بحري. نصب رجال هوار حاجزًا على الطرف الشمالي من المطار وشنوا هجومًا فاشلًا على ثكنات بوانت لارو أُصيب من خلاله أحد المرتزقة بجروح. احتلت القوات السيشلية، مع مركبتين مدرعتين، مهبط الطائرات، وحصرت المرتزقة في مباني المطار. أطلقت أيضًا النار على الطائرة المستأجرة، مما أدى إلى تعطيلها. شقت إحدى المركبات المدرعة طريقها إلى الفناء الأمامي لمبنى المسافرين، لكن الأنوار كانت مطفأة في المبنى ووجد السائق صعوبة في تحديد موقع المرتزقة. سرعان ما أُطلق النار على إطارات المركبة واشتعلت النيران فيها بواسطة قنبلة مولوتوف. خرج الملازم ثان ديفيد أنتات من الأعلى واشتبك مع المرتزقة. حاصروا المركبة وأطلقوا النار على أنتات عدة مرات في صدره، مما أدى إلى مقتله.
بينما كان القتال جاريًا، اقتربت رحلة الخطوط الجوية الهندية 244 (طائرة بوينغ 707) القادمة من سالزبوري (الآن هواري) إلى بومباي (الآن مومباي) وعلى متنها 13 فردًا من الطاقم و65 راكبًا، من أجل الهبوط لإعادة التزود بالوقود. أعطتها المرتزقة، بعد استيلائها توًا على برج المراقبة، الإذن بالهبوط. خشي برلويس أن تكون الطائرة تحمل تعزيزات للمرتزقة، وبناءً على ذلك أمر باستخدام الشاحنات لإغلاق المدرج في حين أُطلقت الإشارات الضوئية لتوجيه الطيار من أجل إلغاء الهبوط. في تلك المرحلة، كانت الطائرة ملزمة بالهبوط وشرعت به، وعلى الرغم من عدم إضاءة المدرج، تمكن الطيار من المناورة بالطائرة لتفادي الشاحنات، مما تسبب بأضرار سطحية لجناحها الأيمن فقط.
بدأت بعدها القوات السيشلية في إطلاق النار باتجاه طائرة البوينغ، مما أدى إلى انتشار القلق بين بعض المرتزقة الذين اعتبروا الطائرة وسيلتهم الوحيدة للفرار. بعد ذلك، صعد المرتزقة على متن الطائرة وأمر قائد العمليات، بيتر دافي، النقيب أوميش ساكسينا بأخذهم إلى زيمبابوي. بعد جدال بشأن نقص الوقود، وافق ساكسينا على نقلهم إلى مدينة ديربان الأقرب في جنوب إفريقيا.
اعتُقل بعد ذلك الفريق المتقدم المكون من خمسة من المرتزقة والعميل دولنشيك من جهاز المخابرات الوطني (تحت الاسم المستعار أنتون لوبيك) ومدنية واحدة متواطئة معهم. من إجمالي قوة الانقلاب، قُتل مرتزق واحد (عضو فريق القوات الخاصة الثانية يوهان فريتز) وجُرح اثنان. قُتل جندي سيشلي وأُصيب رقيب شرطة.